# Gerald Finzi
Gerald Finzi (Londra, 14 luglio 1901 – Oxford, 27 settembre 1956) è stato un compositore inglese, di origine italo-tedesca.

## Biografia
Gerald Finzi nacque in una famiglia di origine ebraica. Suo padre era italiano, sua madre tedesca. Era il più piccolo di cinque fratelli. Nel corso della sua vita compose molte opere per la liturgia cristiana, pur dichiarandosi agnostico. Passò l'infanzia a Londra, dove, sino a otto anni, fu educato privatamente.
Nel 1909, morto il padre, la madre si trasferì da Londra a Harrogate nel Yorkshire del Nord, dove Finzi cominciò  a studiare musica con Ernest Farrar. La morte di quest'ultimo al fronte, nel 1918, lo turbò profondamente. Nello stesso periodo morirono anche tre suoi fratelli.
Fu quello il periodo in cui Finzi si avvicinò alla poesia e particolarmente a quella di Thomas Hardy  di cui musicherà alcuni poemi. Lo stesso farà per quelli di Christina Rossetti. Questi poeti come più tardi William Wordsworth, s'interessano ad una tematica molto cara a Finzi: l'infanzia corrotta dal mondo adulto.
Un tono elegiaco, sin dalle prime composizioni, caratterizza Finzi.

### 1918-1933: studi e prime opere
Dopo la morte di Farrar, Finzi studia a York Minster con l'organista e direttore del coro Edward Bairstow, un uomo dall'educazione rigida. Poi nel 1922, si reca a Painswick (Gloucestershire) dove compone le prime opere.
Nel 1925, per consiglio del direttore d'orchestra Adrian Boult, Finzi prende lezioni di contrappunto da R. O. Morris, poi si stabilisce a Londra dove diventa amico di Howard Ferguson e Edmund Rubbra. Incontra Gustav Holst, Arthur Bliss e Ralph Vaughan Williams; quest'ultimo gli fa ottenere un posto di professore alla Royal Academy of Music dal 1930 al 1933.
Finiti gli studi con Bairstow, Finzi e sua madre, attratti dalla bellezza della campagna inglese, andarono a vivere a Cotswold, vicino a Painswick. La permanenza in quel luogo causò un profondo cambiamento nella sua vita e nella sua musica, portandolo a descriverla come una terra promessa, come un "Eden" " sempre in riposo, libero e immortale ". La tranquillità del luogo permise al musicista di dedicarsi interamente alla musica.

### 1933-1939: l'affermazione d'uno stile musicale personale
Finzi, nonostante il matrimonio con l'artista Joyce Black, non riesce ad ambientarsi a Londra e si trasferisce a Aldbourne (Berkshire). Si dedica alla composizione e più curiosamente alla coltivazione di mele rare. Si appassiona anche ai libri e raccoglie quasi 3000 volumi di poesia, filosofia o letteratura, consultabili attualmente nell'Università di Reading.
Durante gli anni trenta, Finzi compone poco ma sviluppa uno stile personale, particolarmente nelle cantate Dies natalis, del 1939, di Thomas Traherne. Egli difende e pubblica le opere del poeta e compositore Ivor Gurney, internato per problemi psichici negli ultimi quindici anni della sua vita, periodo in cui tuttavia resta prolifico.
Insieme alla moglie, Finzi pubblica anche musica popolare tradizionale inglese e opere di compositori dimenticati come William Boyce, Richard Capel Bond, John Garth, Richard Mudge, John Stanley e Charles Wesley.
Nel 1939, Finzi si stabilisce a Ashmansworth, vicino Newbury dove fonda il Newbury String Players, un gruppo di dilettanti di musica da camera che dirige sino alla sua morte, rivisitando opere del XVIII secolo e incoraggiando giovani contemporanei come Julian Bream e Kenneth Leighton.

### 1939-1956: un successo crescente
Mentre le sue opere sono sempre più eseguite in Inghilterra, Finzi ritorna ad essere prolifico come compositore, con la produzione di numerose opere vocali e soprattutto del concerto per clarinetto (1949), forse, attualmente, la sua opera più apprezzata,
Nel 1951, Finzi viene a sapere di essere colpito dal linfoma di Hodgkin, incurabile, che gli lascia al massimo dieci anni di vita.
Si avverte una certa sofferenza nel primo movimento della sua ultima opera maggiore, il concerto per violoncello composto nel 1955, anche se il secondo movimento, che sarebbe il ritratto di sua moglie, dà una sorprendente serenità.
Nel 1956, in occasione d'una gita vicino a Gloucester con Ralph Vaughan Williams, Finzi contrae la varicella che, nel contesto della sua malattia, gli provoca enormi danni al cervello. Muore lentamente in un ospedale di Oxford, dopo che la prima del suo concerto per violoncello era stata eseguita la sera precedente.

## Opere
- 1. Ten Children's Songs
- 2. By Footpath and Stile
- 3. English Pastorals and Elegies
  - a) A Severn Rhapsody
  - b) Requiem da camera
- 4. Psalms for unaccompanied SATB
- 5. Three Short Elegies
- 6. Introit (Violin Concerto)
- 7. New Year Music
- 8. Dies natalis
- 9. Farewell to Arms
- 10. Eclogue for piano and strings
- 11. Romance
- 12. Two Sonnets by John Milton
- 13a. To a Poet
- 13b. Oh Fair to See
- 14. A Young Man's Exhortation
- 15. Earth and Air and Rain
- 16. Before and After Summer
- 17. Seven Partsongs - Poems by Robert Bridges
  - 1. I praise the tender flower
  - 2. I have loved flowers that fade
  - 3. My spirit sang all day
  - 4. Clear and gentle stream
  - 5. Nightingales
  - 6. Haste on, my joys!
  - 7. Wherefore tonight so full of care
- 18. Let Us Garlands Bring
- 19a. Till Earth Outwears
- 19b. I Said to Love
- 20. The Fall of the Leaf
- 21. Interlude
- 22. Elegy
- 23. Five Bagatelles
- 24. Prelude and Fugue
- 25. Prelude for strings
- 26. Lo, the full, final sacrifice
- 27. Three Anthems
  - 1. ‘My lovely one’
  - 2. ‘God is gone up’
  - 3. ‘Welcome sweet and sacred feast’
- 28a. Love's Labour's Lost- songs
- 28b Love's Labour's Lost- suite
- 29. Intimations of Immortality
- 30. For St Cecilia
- 31. Clarinet Concerto
- 32. Thou didst delight my eyes
- 33. All this night
- 34. Muses and Graces
- 35. Let us now praise famous men
- 36. Magnificat
- 37. White-flowering days
- 38. Grand Fantasia and Toccata
- 39. In terra pax
- 40. Cello Concerto